# Nagyenyedi vártemplom
A nagyenyedi vártemplom műemlék épület Romániában, Fehér megyében. A romániai műemlékek jegyzékében a nagyenyedi vár részeként szerepel az AB-II-m-A-00172.02 sorszámon.

## Története
Tornya, amely eredetileg a vár őrtornya volt,  1222–1239 között épült, a templomhajó toronyhoz való hozzáépítését 1480-ban fejezték be. Az 1704. évi tűzvészben beomlott a hajó csúcsíves boltozata, melyet az 1720–35-ös években deszkamennyezettel pótoltak, majd az 1794–1804. évi munkálatok során a jelenlegi késő barokk stílusban épült újjá. Ekkor készült a karzat, minek következtében szükségessé vált a torony két oldalán levő gótikus bejáratok befalazása. Az eredeti templomból csak a szentély és a templom külső falai maradtak meg. 1795-ben feltöltötték a várárkot. 1811-ben épült az orgona, 1896-ban a déli és északi portikuszok, 1912-ben központi fűtést, 1924-ben villanyvilágítást szereltek.
A templomot a várossal együtt ötször pusztították a történelem viharai: először az 1241–42-es tatárbetörés során, majd a várossal együtt 1599–1600-ban II. Mihály havasalföldi fejedelem erdélyi betörésekor, 1658-ban a törököknek  II. Rákóczi György fejedelem elleni büntetőhadjáratakor, 1704. március 16-án, amikor Jean Rabutin osztrák generális parancsára Tige ezredes megtámadta a várost, illetve az 1849. januári nagyenyedi vérengzés alatt, amikor az Erdélyi-érchegység Axente Sever és Simion Prodan vezette román lakossága a katonai védelem nélkül hagyott városra tört.
2018. szeptember és 2023. december között a templomot felújították; a munkálatok utáni átadási ünnepséget 2024. október 27-én tartották.

## Egyháztörténeti adatok
1551-ben Nagyenyed első papja aláírta a lutheri confessiót; 1564 áprilisában Giorgio Biandrata fejedelmi küldött elnökletével itt vált külön a lutheri és kálvini egyház, ekkor választották meg az erdélyi magyar reformátusok első püspökét Dávid Ferenc személyében. Itt döntött 1599-ben a generális zsinat arról, hogy a téli zsinat helye mindig Nagyenyed legyen, 1646-ban a zsinat presbitériumok felállítását rendelte el; 1682-ben az enyedi templomban állították fel a Supremum Consistoriumot, a ma is létező Igazgatótanács elődjét (világiakból és egyháziakból álló bizottság).
1780–1849 között a város az erdélyi református egyházkerület püspöki székhelye volt. Ez idő alatt Nagyenyed kilenc lelkésze töltött be püspöki tisztséget: Toronyai Máté, Tasnádi Ruber Mihály, Csulai György, Borosnyai Lukács János, Csernátoni Vajda Péter (1782–1784), Antal János, dr. Bartók György (1899–1907), Nagy Károly (1918–1926), dr. Makkai Sándor.
A reformáció óta a gyülekezetben 59 lelkész és 63 segédlelkész szolgált. 2010. december 31-én a gyülekezet 2066 lelket számlált.

## Leírása
A templom épületében több építészeti stílus keveredik: román stílű torony, egyszerűsített késő gótikus templomkülső eredetiben megmaradt szentéllyel, valamint egyszerűsített késő barokk, háromhajós templombelső.
A toronynak nyolc emelete van, 61 méter magas. A harangokhoz csigalépcső vezet, melyről gótikus ajtókeretek nyílnak a torony egyes emeleti helyiségei felé.